# Aşağıköselerli, Mut
Aşağıköselerli là một xã thuộc huyện Mut, tỉnh Mersin, Thổ Nhĩ Kỳ. Dân số thời điểm năm 2011 là 971 người.